# الکساندر پوچکوف
الکساندر پوچکوف (روسی: Александр Николаевич Пучков؛  ۲۵ مارس ۱۹۵۷ – ۹ اکتبر ۲۰۲۴) ورزشکار دو و میدانی اهل اتحاد جماهیر شوروی بود.